# René-Guy Busnel
Pour les articles homonymes, voir Busnel.
René-Guy Busnel, né le 30 novembre 1914 à Nevers et décédé le 14 août 2017 dans le 16e arrondissement de Paris, est un acousticien et directeur d'études à l’École pratique des hautes étudesfrançais. Il est notamment connu pour avoir popularisé et documenté le langage sifflé d'Aas dans les années 1950.